# Opři se o mě
Opři se o mě (v anglickém originále Lean on Me) je americký dramatický film z roku 1989. Režisérem filmu je John G. Avildsen. Hlavní role ve filmu ztvárnili Morgan Freeman, Beverly Todd, Alan North, Robert Guillaume a Ethan Phillips.

## Obsazení
| Morgan Freeman   | Joe Louis Clark |
| Beverly Todd     | Joan Levias     |
| Alan North       | Don Bottman     |
| Robert Guillaume | Frank Napier    |
| Ethan Phillips   | pan Rosenberg   |
| Lynne Thigpen    | Leonna Barrett  |
| Robin Bartlett   | paní Elliott    |
| Michael Beach    | Larry Darnell   |